# The Last Horizon
The Last Horizon is een muziekalbum, die verschijnt onder de groepsnaam Hoggwash. Hoggwash bestaat echter niet als zodanig; het is de artiestennaam waaronder de Welshe Will MacKie onder werkt. Om zijn muziek opgenomen en uitgevoerd te krijgen heeft hij de instrumentale band Karfagen uit Oekraïne uitgenodigd het album op te nemen. Deze opnamen vonden plaats in (Charkov). Men verwachtte dat het album daarom een wat oosterse sfeer zou oproepen, hetgeen niet het geval is. Het is progressieve rock in de trant van Genesis en Camel uit de jaren 70.

## Musici
- Anthony Kalugin – zang, toetsen, percussie
- Roman Philonenko – gitaar
- Artem Kalinin – slagwerk
- Sergej Kovalev – bajan, zang
- Helen Bour – hobo
- San Zhara – strijkarrangementen
- David Todua – zang en gitaar (3).
- Jane MacKie, Tam Laird, Richard Nicholson - achtergrondzang

Will and Jane Mackie, Mark Kalugin, Tam Laird and Richard Nicholson

## Composities
Allen van MacKie en Kalugin
1. Out of the darkness (15:30)
2. Reflections of life (6:00)
3. Under the rainbow sky (6:10)
4. Road of many challenges (10:05)
5. Like a miracle (9:02)
6. Watching the sun go down (6:10)
7. Another friday night (9:15)
8. The last horizon (4:28)